# Prometheus (hold)

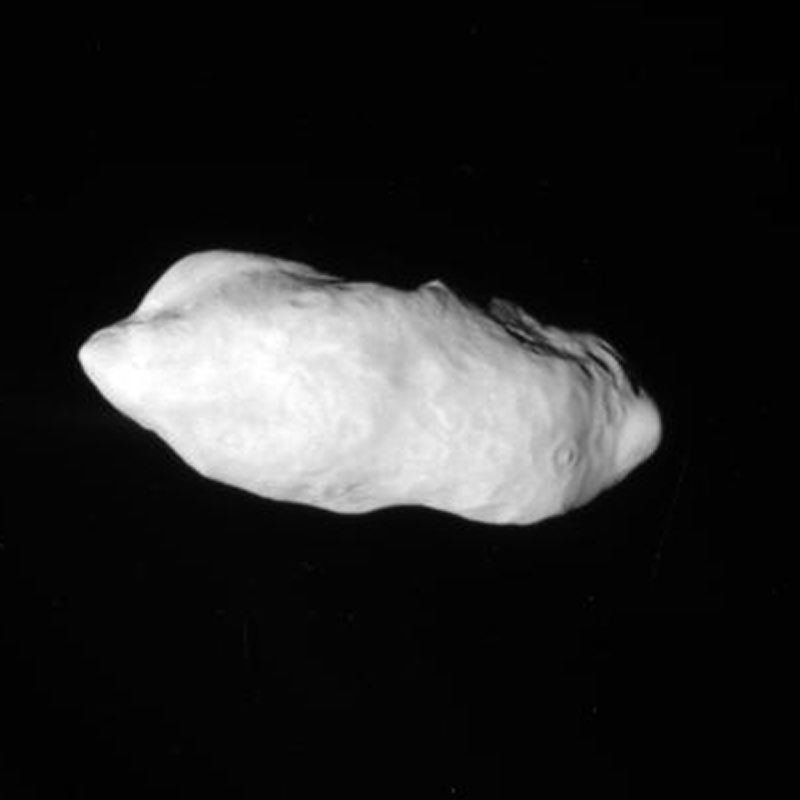
A Prometheus képe

A Prometheus a Szaturnusz egyik holdja. A Voyager–1 űrszonda felvételei alapján S. A. Collins és D. Carlson fedezte fel 1980-ban.
A Prometheus a Szaturnusz harmadik legközelebbi holdja. Alakja erősen szabálytalan, méretei: 148 km x 100 km x 68 km. Ezzel a Szaturnusz legnagyobb szabálytalan alakú holdja. A bolygót szinte kör alakú pályán, az F-gyűrű külső peremén, 139 350 km távolságban, körülbelül 14,7 óra alatt kerüli meg. Pályasíkjának hajlásszöge 0°. Tömegét, sűrűségét és látszólagos fényességét oppozícióban nem ismerjük.